# Prise de décision collective
Pour les articles homonymes, voir CDM.

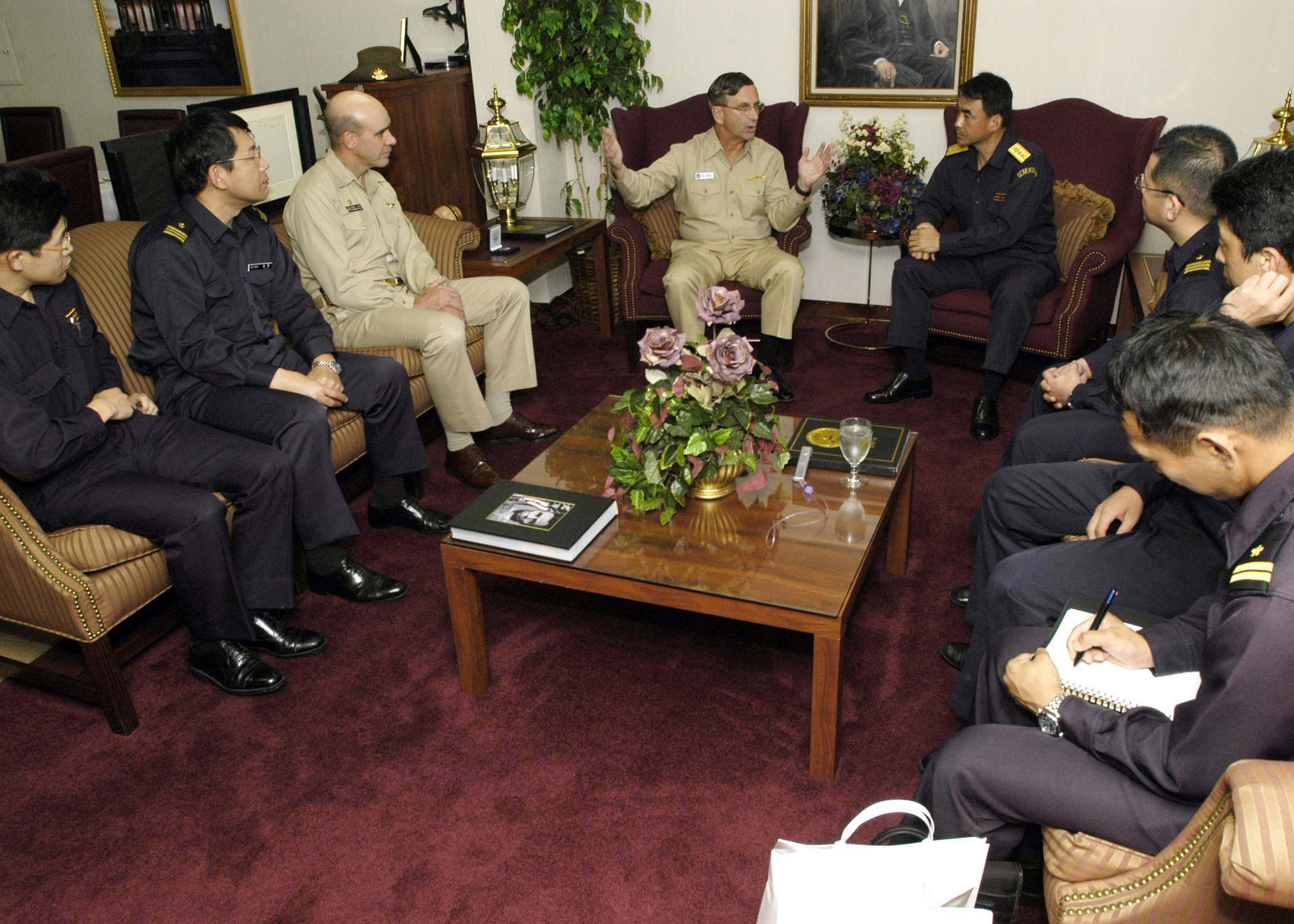
Réunion de crise pour l'organisation des secours lors du tsunami du 26 décembre 2004.

La prise de décision collective (en anglais, collaborative decision making  ou CDM) est une situation où des individus sont rassemblés en un groupe pour résoudre des problèmes.
Selon l'idée de synergie, les décisions prises collectivement ont tendance à être plus efficaces que les décisions prises individuellement. Cependant, il existe des situations dans lesquelles les décisions prises en groupe aboutissent à un mauvais jugement.
En psychologie sociale, la prise de décision collective peut être définie comme « une convergence d'interactions cognitives et visuelles, planifiées ou opportunistes, où des personnes acceptent de se rassembler pour un objectif commun, dans une période de temps définie, […] dans le but de prendre des décisions ».
La prise de décision collective est un domaine d'étude vaste auquel plusieurs disciplines s'intéressent, comme les sciences sociales, les sciences politiques, l'informatique ; on s'y intéresse également en marketing et en management, chacun de ces champs d'étude ayant son point de vue sur la recherche de la prise de décision collective.
Du point de vue de la psychologie sociale plus spécifiquement, des applications et des conséquences théoriques sont  nombreux et variés dans différents domaines comme la gestion d'équipe, les situations de jurys, la politique, etc. Il existe différents types de décisions collectives chacune ayant des modalités et des processus psychologiques bien spécifiques à la prise de décision collective, tels que la polarisation, la pensée de groupe et le Common Knowledge Effect.

## Historique et perspectives théoriques

### Historique
Garold Stasser et Beth Dietz-Uhler opèrent une division théorique dans l'histoire de la prise de décision collective qui correspond à différentes approches de ce thème : c'est ainsi qu'on se penche tour à tour sur la résolution de problème, le jugement collectif et le choix collectif.

#### Résolution de problèmes
Cette approche est une des plus anciennes dans l'histoire de la psychologie sociale. Aux débuts de la discipline, les chercheurs se sont surtout intéressés à la croyance en la plus grande efficacité des groupes dans la résolution d'un problème par rapport à des individus travaillant seuls. Deux arguments principaux ont été avancés pour expliquer cette apparente supériorité : les membres du groupe corrigent mutuellement leurs erreurs et mettent en commun des ressources complémentaires (connaissances, compétences, etc.) afin de résoudre collectivement des problèmes qu'aucun ne saurait résoudre seul.
L'arrivée d'outils plus sophistiqués dans les années 1950 a permis d'investiguer plus avant les comparaisons entre individu et groupe et de soutenir les objections à propos des bénéfices de la résolution de problème en groupe. L'argument principal de ce point de vue contraire était que les soi-disant avantages du collectif ne reflétaient pas réellement les bénéfices d'une action collective. Autrement dit, afin de rendre correctement compte des bénéfices de la performance collective, il faudrait démontrer qu'un groupe d'individus travaillant ensemble aura de meilleurs résultats que les mêmes individus travaillant seuls. Ainsi, la base de la comparaison pour la performance de groupe s'est déplacée de l'individu isolé au meilleur individu du groupe (car si un membre du groupe détient la solution, le groupe sera en mesure de résoudre le problème).
Un des principaux modèles au ton pessimiste de l'époque fut celui de process loss. Selon ce modèle, les exigences liées à la tâche et les ressources des membres se combinent pour déterminer une productivité potentielle ; mais par la faute des processus de groupe, la performance finale réelle est en deçà de cette performance potentielle.
En élaborant la notion d'exigences de tâche, ce sont également une typologie des tâches et un vocabulaire encore utilisés aujourd'hui qui se sont développés (typologie que l'on peut retrouver dans la partie « Types de décision »).
Ce changement de perspective a permis une évolution de l'étude de la résolution de problème à travers de simples comparaisons entre individus et groupe vers une vue plus conceptuelle sur la manière dont les ressources des membres d'un groupe peuvent être combinées afin de produire une solution de groupe.

#### Jugement collectif
Durant les années 1960 et 1970, l'étude des processus de groupe restreint est dominée par l'étude de la polarisation de groupe. La polarisation de groupe a attiré l'attention des scientifiques parce que ce phénomène allait à l'encontre de la notion jusque-là en vigueur établissant que le groupe était un instrument de modération et de conformité. L'attention pour ce nouveau phénomène a permis un regain d'intérêt pour les phénomènes de groupe en psychologie sociale à un moment où la popularité de la psychologie sociale individuelle (par exemple, la théorie de la dissonance cognitive de Festinger) menaçait de les occulter.
Deux types d'apports théoriques ont vu le jour à la suite de ces débats : la comparaison sociale et la théorie des arguments persuasifs.
D'après la théorie de la comparaison sociale, les gens ont tendance à adopter des opinions plus extrêmes du fait qu'ils se rendent compte que les autres membres du groupe ont un point de vue plus proche de la norme favorisée que le leur ; ils auraient donc tendance à vouloir également se rapprocher de cette opinion favorisée.
La théorie des arguments persuasifs avance quant à elle que les opinions ou jugements deviennent plus extrêmes parce que les membres du groupe sont convaincus par les arguments amenés lors de la discussion d'adopter une position plus extrême.
Finalement, les résultats empiriques ont confirmé à la fois les explications de la comparaison sociale et de la théorie des arguments persuasifs (influence informationnelle). Selon Kaplan (1987), l'approche la plus intéressante est de cerner les facteurs qui facilitent l'un ou l'autre type d'influence et surtout de voir comment ceux-ci interagissent.

#### Choix collectif
L'étude du choix collectif a pris son essor dans les années 1970 à la suite des recherches menées autour de la dynamique des jurys intervenant dans les procédures judiciaires. Des controverses à propos de ces procédures ont procuré un exemple de la manière dont des problématiques appliquées permettent des avancées théoriques et empiriques dans l'étude de la performance de groupe.
Un certain nombre de conclusions ont pu être tirées à partir de l'analyse de situations concrètes. Premièrement, les opinions de base des différents membres d'un groupe disent déjà beaucoup de l'opinion finale du groupe. Deuxièmement, les règles de décision imposées (unanimité, majorité aux deux tiers, etc.) diffèrent de la manière dont les opinions initiales sont combinées pour générer une décision de groupe, bien que ceci n'empêche pas que les règles imposées puissent avoir des effets réels sur le processus de décision.

### Perspectives théoriques et modèles formels
Le jury, et en particulier le jury judiciaire, devint la métaphore phare dans le développement de nombreux modèles de choix collectif.
Andersons et Graesser ont développé en 1976 le modèle linéaire en appliquant la théorie de l'intégration de l'information à la polarisation de groupe. Ils ont montré que leur modèle linéaire combinant les jugements préconçus avec la valeur d'implication des nouvelles informations obtenues durant la discussion pouvait jouer un rôle dans les changements de jugement des membres du jury.
Trois perspectives méta-théoriques ont émergé de l'étude du jugement collectif, du choix collectif, et de la résolution de problème : la combinaison sociale, l'influence sociale et la cognition sociale.
La première de ces perspectives se représente les interactions de groupe comme un vecteur combinant les préférences, les solutions ou opinions individuelles afin d'arriver à produire un choix, un jugement ou une solution de groupe.
La seconde se représente les interactions de groupe comme un mécanisme d'influence sociale à la fois informationnel et normatif ; c'est-à-dire que l'influence sociale se fait aussi bien à travers la valeur accordée au contenu des informations échangées qu'à travers les mécanismes de normalisation des influences intrapersonnelles et des décisions individuelles.
La troisième se représente les interactions de groupe comme une activité cognitive interdépendante effectuée par les membres du groupe.

#### Les processus de combinaison sociale: la théorie du schème de décision sociale
La théorie du schème de décision sociale a quatre éléments de base : les tendances de réponses initiales des individus (préférences), la répartition de ces préférences initiales au sein du groupe (distribution perceptible), le tableau des réponses possibles du groupe (décisions) et une règle de probabilité modelant les distributions perceptibles pour chacune des décisions possibles de groupe (schèmes de décision).
Dans cette optique, les processus de groupe sont manifestes dans le sens où les préférences des membres sont combinées ou mises ensemble pour mener à une réponse de groupe. Ainsi, le fait de connaître la règle de combinaison sociale reliant la distribution perceptible à la réponse finale du groupe procure : (a) une description des processus de groupe, (b) un outil de prédiction de la réponse du groupe basée sur les opinions initiales des membres.
Dans le cadre d'un jury, cette théorie permet de prédire l'issue de différents scénarios : lorsque les six jurés d'un jury sont en faveur de la culpabilité (6, 0), il est certain que le jury condamnera l'accusé ; néanmoins, si seulement quatre des six jurés sont en faveur d'un acquittement (2, 4), cela sera suffisant pour garantir l'acquittement ; enfin, les cas de répartition des préférences 3-3 se résolvent le plus souvent en faveur du défendant, soit directement en l'acquittant soit indirectement en déclarant l'affaire inclassable.
À la suite du constat que certaines irrégularités apparaissaient dans la littérature à propos de la combinaison sociale, il a été proposé que le nombre de personnes « soutenantes » au sein d'un groupe qui est nécessaire et suffisant pour déterminer la décision du groupe soit inversement proportionnel à la démontrabilité de la position qu'ils défendent.
De plus, des cas évidents sont peu couramment confiés à la décision d'un jury. Il est donc rarement possible de démontrer l'exactitude du verdict d'un jury, et un schème de majorité/clémence illustre typiquement le processus de délibération.
En somme, depuis la perspective de la combinaison sociale incarnée dans la théorie du schème de décision sociale, le choix collectif est caractérisé par des schèmes de décision par majorité/pluralité. Cependant, ce schéma général est modifié pour certaines tâches, celles d'un jury en étant un parfait exemple où l'acquittement requiert moins de support initial que la déclaration de culpabilité pour prévaloir comme choix final.

#### Processus d'influence sociale et modèles dynamiques
Le modèle de séquences d'interaction sociale postule que les membres du groupe sont au départ dans un état soit certain soit incertain. Lorsque les membres sont incertains, on peut potentiellement les convaincre d'une autre opinion. Lorsqu'ils sont certains de leur opinion actuelle, cette certitude doit d'abord être érodée avant qu'on ne puisse les faire changer d'avis.
Les changements d'opinion sont corrélés à la taille proportionnelle de la faction soutenant la position nouvellement adoptée. Par exemple, dans une situation expérimentale mettant en scène un jury, la probabilité qu'un juré incertain change d'avis en faveur de la culpabilité augmente rapidement lorsque le nombre de partisans de la culpabilité surpasse la majorité et se rapproche de la taille du jury. Ce qui veut dire qu'un seul membre résistant est bien plus susceptible d'être convaincu que deux ou plus.
Les deux formes de l'influence sociale que sont l'influence normative et l'influence informationnelle (valeur intrinsèque des informations) permettent un impact différentiel pour les deux types de changements (changement d'opinion et variabilité de la certitude). Les variabilités de certitude sont essentiellement des événements privés modelés avant tout par l'influence informationnelle mais les changements d'opinion sont publics (ou bientôt publics puisque le vote arrive) et affectés à la fois par l'influence informationnelle et à la fois par l'influence normative.

#### Cognition sociale par et dans les groupes
Un des premiers modèles de cette perspective, le modèle de valence de Hoffman, suggère que les groupes décident par accumulation d'informations qui se rapprochent de chacune des alternatives de décision considérées. Quand de l'information est amenée à la discussion de groupe, une alternative gagne ou perd de sa valeur selon que cette information soutient ou s'oppose à cette alternative. Les alternatives sont donc abandonnées lorsque leur valeur diminue trop et le choix ultime du groupe est la première alternative dont la valeur surpasse un certain seuil d'acceptance.
DISCUSS est un modèle computationnel de choix de groupe qui fait usage de la métaphore du traitement de l'information. Les membres du groupe sont représentés par les contenus de leurs mémoires. De la même manière que dans le modèle de valence de Hoffman, l'information est représentée par le degré auquel elle soutient ou s'oppose à chacune des alternatives de décisions. Les préférences des membres sont déterminées par l'information qu'ils ont en mémoire. La discussion est représentée comme des séries de tours de parole durant lesquels un membre se remémore et rappelle un élément de ses souvenirs. 
Les autres entendent cet élément et, s'il est nouveau pour eux, ils l'intègrent à leur cognition ou représentation et réévaluent leurs préférences.
Plus spécifiquement, DISCUSS modélise le choix de groupe comme opérant en trois phases : pré-discussion, discussion et décision. 
Durant la pré-discussion, les membres ont accès à des informations et, en fonction du nombre d'informations dont ils se rappellent, en gardent une partie en mémoire pour un usage ultérieur. Chaque membre forme ainsi une préférence pré-discussion basée sur les informations dont ils se sont rappelés. La discussion se fait sous forme de cycles de tours de parole. Durant chaque tour de parole, le membre s'exprimant partage un élément des informations qu'il a en mémoire. Pour les membres qui n'ont pas encore cet élément en tête, il est rajouté à leurs connaissances et ils réévaluent leurs préférences en prenant en compte ce nouvel élément. Une décision est prise lorsqu'un nombre suffisant de membres se mettent d'accord en fonction de la modalité de décision qui a été arrêtée : majorité, pluralité, etc. Il y a aussi une provision de discussion pour sortir d'une impasse (comme dans les jurys sans majorité) si l'accord demandé n'est pas trouvé et qu'aucune nouvelle information n'est ajoutée après un nombre critique de tours de parole.
DISCUSS permet une série de variations du traitement collectif de l'information. La discussion peut être imagée comme soit une recherche impartiale de faits (non-plaidoyer), soit un débat (plaidoyer), selon que les intervenants rapportent n'importe quel élément de leurs connaissances ou qu'ils ne rappellent que ceux en faveur de leur préférence actuelle.
Ce modèle permet également une variation naturelle dans la valeur que les membres attribuent aux informations. Dans la version nominative de DISCUSS, les disparités sont résolues lorsqu'un élément est mentionné durant la discussion, tandis qu'elles ne sont pas résolues dans la version non-nominative. DISCUSS imite également différents schémas de tours de parole.
Les modèles computationnels, comme DISCUSS, offrent une flexibilité considérable dans la représentation des processus de groupe mais n'ont pas la concision et la traçabilité des modèles mathématiques comme le schème de décision sociale.

#### Modèles de traitement collectif de l'information
Les modèles de ce courant considèrent que la distribution de l'accès à l'information avant les interactions de groupe a d'importantes conséquences pour la considération et l'usage de l'information durant l'interaction.
Un modèle sur ordinateur a été développé afin de générer les probabilités attendues du traitement des éléments partagés et non-partagés à travers le temps comme une fonction du nombre d'éléments partagés et non partagés et de la taille du groupe. Ce modèle dynamique de traitement de l'information prédit que : (a) tôt dans la discussion, les éléments partagés seront plus probablement discutés que les éléments non partagés ; (b) au fur et à mesure de la progression de la discussion, le nombre d'éléments partagés diminuera plus rapidement que le nombre d'éléments non partagés ; (c) éventuellement, les éléments non partagés restant seront plus probablement discutés que les éléments partagés restant.
Sur base de cette construction du processus de traitement collectif de l'information, on peut avancer que l'information partagée sera surreprésentée dans les phases précoces de la discussion mais que si les discussions restent suffisamment longues, l'information non partagée deviendra de plus en plus susceptible d'émerger.

### Résumé de cet historique
L'étude de la performance collective en psychologie sociale a été marquée par un aller-retour dynamique entre les investigations empiriques et le développement de modèles formels.
Le travail empirique est approximativement divisé en trois catégories. Au début, les études ont eu tendance à se concentrer sur des comparaisons entre groupe et individu ; par exemple, des études ont montré que les groupes étaient plus susceptibles de résoudre un problème que des individus travaillant seuls, et que les groupes ont tendance à émettre des jugements d'attitude plus extrêmes que les individus seuls. Ensuite, les comparaisons groupe versus individus ont été remplacées par des questions plus sophistiquées sur la façon dont les réponses individuelles sont (ou devraient être) combinées afin de produire une réponse de groupe. Enfin, les études récentes se sont concentrées plus directement sur l'influence sociale cognitive et sur les processus de communication qui forment, transforment et fusionnent progressivement des réponses individuelles en réponse de groupe.
Trois perspectives méta-théoriques ont guidé les récents efforts empiriques et théoriques. La perspective de la combinaison sociale voit les interactions de groupe comme un moyen de combinaison des réponses individuelles afin de parvenir à une réponse de groupe. La théorie du schème de décision sociale est un bon exemple d'une modélisation formelle fournissant une expression explicite à la perspective de la combinaison sociale. La perspective de l'influence sociale voit les interactions de groupe comme un mécanisme d'influence sociale, modifiant et consolidant les tendances individuelles de réponse sous la pression sociale d'arriver à un consensus.
Plus récemment, la perspective de la cognition sociale représente les interactions de groupe comme la scène d'activités cognitives interdépendantes par et parmi les membres du groupe. Les efforts de modélisation qui se sont inspirés de cette perspective incluent DISCUSS et les modèles de traitement collectif de l'information.

## Méthodes de prise de décision collective
À l'échelle des collectivités, la démocratie participative et la conférence de citoyens sont des exemples de nouvelle gouvernance de la décision. On peut distinguer différents modes de décision collectives :
1. Autoritaire : un seul membre prend la décision.
2. Majoritaire : le groupe le plus nombreux prend la décision pour tous.
3. Minoritaire : un sous-groupe moins nombreux prend la décision pour tous.
4. Unanimité : l’ensemble des membres est d’accord.
5. Compromis : l'ensemble des membres se mettent d'accord, sur la solution acceptable par tous mais pas toujours satisfaisante.
6. Consentement : les membres sont invités à exprimer une opposition justifiée, avec des risques avérés, et sinon de convenir à ne pas s'y opposer. Souvent utilisé dans de multiples sociocraties.
7. Consensuelle : les membres d'un groupe cherchent à se mettre d'accord sur la base d'une analyse approfondie d'arguments discutés[16], en essayant d'éviter les biais cognitifs[17],[18] (voir conférence de consensus).

## Types de décision collective

### Modèle circumplex de Mc Grath

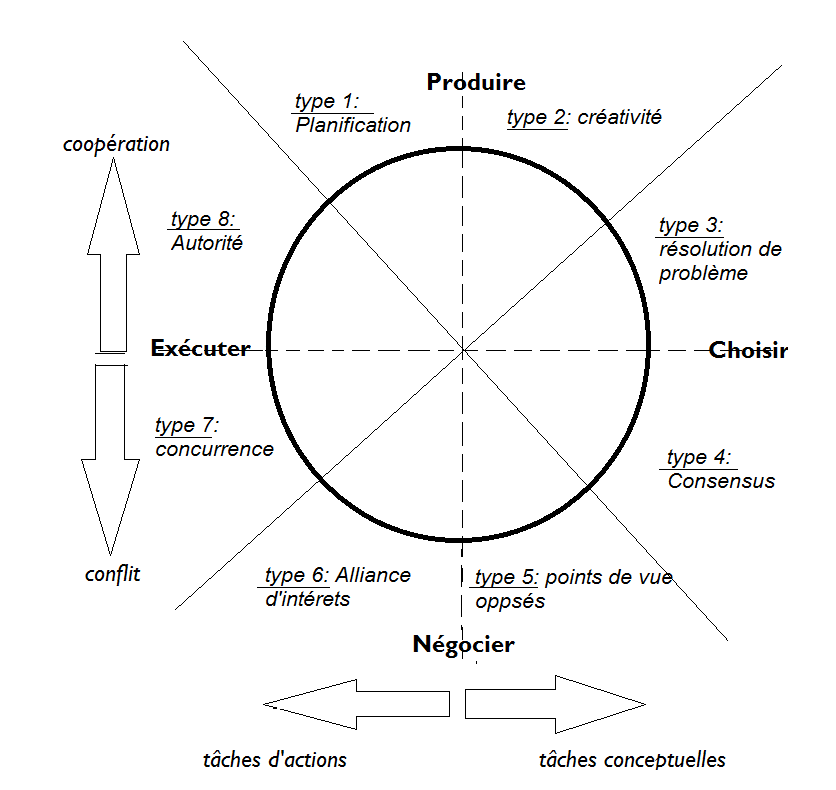
Schéma de prise de décision collective. Le choix collectif se situe souvent au milieu du continuum coopération/compétition.

Mc Grath a établi ce modèle en rassemblant les théories de ses différents prédécesseurs (Shaw, Carter, Hackman, Steiner, Shiflett, Taylor, Lorge, Davis et Laughin, entre autres) concernant la typologie des tâches de groupe.
Il propose quatre processus généraux permettant de catégoriser la tâche en fonction de ce que le groupe est censé faire: générer (des alternatives, propositions), choisir (entre des alternatives), négocier ou exécuter. Chacune de ces quatre catégories principales peut être divisée en sous-types.
Quadrant I : Générer
Type 1 : Tâches de planification : établir des plans; notion principale: plan orienté vers l'action
Type 2 : Tâches de créativité : générer des idées; notion principale : créativité
Quadrant II : Choisir
Type 3 : Tâches intellectuelles : résoudre des problèmes qui ont une seule bonne réponse c'est-à-dire des tâches pour lesquelles un consensus d'experts déterminent la réponse correcte; notion principale : la réponse correcte
Type 4 : Tâches de prise de décision : résoudre un problème dont la réponse est celle qui est la préférée du groupe ou sur laquelle l'ensemble des membres se sont mis d'accord; notion principale : réponse préférée
Quadrant III : Négocier
Type 5 : Tâches de conflit cognitif : résoudre des conflits d'idées (et non d'intérêts); notion principale : résolution de conflits de points de vue
Type 6 : Tâches à but mixte : résoudre des conflits de motivations et/ou d'intérêts; notion principale : résolution de conflits du type règlement de comptes
Quadrant IV : Exécuter
Type 7 : Concours/batailles : résoudre des conflits de pouvoir; tâches pour lesquelles le groupe ou des éléments de ce groupe sont en concurrence avec des résultats pouvant être interprétés en termes de gagnant et perdant.; notion principale: la victoire/gagner
Type 8 : Performances : effectuer des tâches psychomotrices en fonction de standards objectifs ou absolus d'excellence; notion principale: l'excellence. OU Exécution : l'autorité, soit hiérarchique soit en termes de compétences reconnues par le groupe, apporte un éclairage respecté.

De plus, ce modèle graphique est complexifié par une structure en deux dimensions : une horizontale et une verticale (lorsque le quadrant I est placé en position du chiffre 12 d'une horloge). La dimension horizontale permet de distinguer les tâches d'action ou comportementales (à droite de l'axe “12 heures”, types 1, 8, 7 et 6) et les tâches conceptuelles ou intellectuelles (à gauche, types 2, 3, 4 et 5). La dimension verticale permet de distinguer les tâches de coopération ou de facilitation (en haut, types 3, 2, 1 et 8), et les tâches de conflit ou d'interdépendance contraignante (en bas, types 4, 5, 6 et 7).
Le circumplex traduit enfin une troisième manière de diviser les tâches selon le trio conceptuel de tâche cognitive, affective (ou évaluative) et conative. Chacun de ces trois aspects est le plus important à différents endroits du cercle : le composant cognitif est le plus fort pour les types 1 et 2, le composant affectif/évaluatif se remarque le plus dans le type 5 et finalement le composant conatif/comportemental est particulièrement présent avec le type 8.

### Tâche de sélectionversustâche descorage
Une tâche de sélection consiste à choisir une ou plusieurs options tandis qu'une tâche de scorage consiste à localiser une cible sur un continuum (par exemple, des jugements attitudinaux ou de magnitude). Il n'y a donc pas conceptuellement de compromis possible dans la tâche de scorage.
Par ailleurs, la sélection implique souvent, de manière implicite ou explicite, d'attribuer un score aux différentes possibilités. La sélection collective et l'attribution de scores ou tâche de jugement collectif peuvent encourager différents types de processus sociaux.

### Tâche intellectuelleversustâche de jugement
Ce qui distingue ces deux types de tâches est que l'une, « intellectuelle », a une seule réponse correcte démontrable, l'autre n'en a pas.
On peut placer ces types de tâches sur un continuum sur lequel la localisation de la tâche dépend du degré auquel une réponse peut être démontrée correcte ou incorrecte.
Le degré de démonstrabilité dépend quant à lui des quatre conditions suivantes : premièrement, il doit y avoir un système partagé d'inférence ou de connaissance procédurale pour obtenir une réponse correcte ; deuxièmement, il doit y avoir suffisamment d'informations pour pouvoir déterminer quelle est la réponse correcte au sein de ce système commun d'inférence ; troisièmement, les individus ayant la réponse correcte doivent être capables et motivés à montrer comment l'information donnée mène à la réponse correcte ; quatrièmement, les individus ne connaissant pas la réponse correcte doivent être suffisamment familiers avec le système d'inférence pour pouvoir comprendre et accepter la démonstration de la justesse de la réponse.
La démonstrabilité de la tâche ne réside pas uniquement dans les caractéristiques de la tâche mais également dans les capacités et motivations des membres du groupe. Ce qu'un groupe traitera comme une tâche intellectuelle sera traité comme une tâche de jugement par un autre groupe.

### Typologie des tâches de Steiner (1972)
Steiner a proposé de classifier les tâches selon quatre critères : leur divisibilité, leur objectif, leurs modalités de combinaison des solutions individuelles et leur localisation sur un continuum compétition maximale-coopération maximale.
Une tâche peut être définie en termes de sa divisibilité. Une tâche divisible peut facilement être divisée en plusieurs sous-tâches, comme écrire des parties d'un rapport complet ; l'attribution de ces sous-tâches à des individus différents est autorisée mais pas requise. Au contraire, une tâche unitaire ne permet pas une telle division du travail (exemple : écrire une phrase).
Une tâche peut ensuite être définie selon ses objectifs : est-ce une tâche de rendement ou une tâche d'optimisation ? « Lorsqu'il s'agit de faire un exercice le plus rapidement possible ou de produire le plus possible, c'est une tâche de rendement. Lorsqu'il s'agit d'atteindre un standard de performance donné, c'est une tâche d'optimisation. »
Une tâche peut par ailleurs être définie selon les modalités de combinaison des efforts de chacun des membres du groupe.
Dans une tâche disjonctive, le groupe réussit dès qu'un seul membre réussit, c'est une tâche de meilleur membre. Dans une tâche conjonctive, la performance du groupe est déterminée par les capacités du membre le moins capable, comme dans le cas d'une situation où tous les membres du groupe doivent résoudre un problème pour qu'on considère que le groupe a réussi. Dans une tâche additive, les contributions des membres peuvent être combinées afin de parvenir à l'objectif du groupe. Dans une tâche discrétionnaire, la procédure de décision est laissée à la discrétion de chaque membre du groupe et le groupe dans son ensemble décide ensuite de la manière de réaliser la tâche. Dans une tâche compensatoire, le résultat du groupe correspond à la moyenne des contributions individuelles de chacun des membres. Par exemple, pour les tâches d'estimation (Combien pèse cet objet ? Quelle est la température approximative de ce liquide ? Combien d'objets contient ce récipient ?, etc.), la moyenne statistique des différents jugements est assez proche de la valeur exacte.
Une tâche peut enfin être définie selon la localisation sur un continuum d'interdépendance. « Il y a coopération maximale lorsque les intérêts des membres du groupe coïncident avec l'intérêt du groupe. Il y a compétition maximale lorsque les membres du groupe sont engagés dans une course
aux résultats avec d’autres personnes, membres de leur groupe ou non. ».

## Processus psychologiques impliqués dans la prise de décision collective

### La polarisation de groupe
Pour comprendre la prise de décision collective, il faut aussi se renseigner sur les différents processus psychologiques qui y sont impliqués. La polarisation de groupe est le premier processus psychologique étudié  dans le contexte de la prise de décision collective.

#### L'origine du concept
- La croyance du sens commun

Au départ, les scientifiques et M. tout le monde croyaient « qu’en groupe les gens prudents, n’avancent pas clairement leur point de vue s’il est différent de celui des autres, suivent plus volontiers la règle du juste milieu en faisant des concessions et en prônant le compromis pour éviter les conflits. Jusqu’au jour où un jeune chercheur, Stoner en 1961, présenta des résultats montrant que les individus en groupe prenait des décisions plus risquées qu’individuellement. ».
- L’expérience de Stoner

« Stoner a décidé de comparer la prise de risques des individus et des groupes. »
Il a donc vérifié expérimentalement le point de vue des scientifiques et du sens commun sur la prudence qu’avaient les individus lorsqu’ils étaient membres d’un groupe. 
Afin de réaliser cette expérience, il a mis en place la méthode suivante :

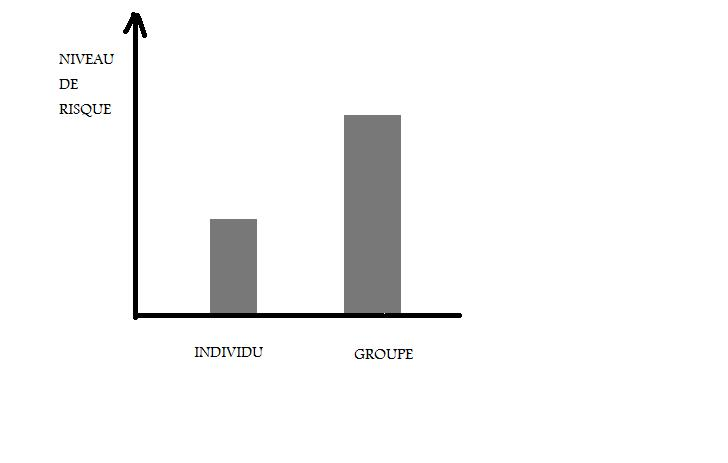
Résultats de la recherche de Stoner en 1961.

Lors de la première partie de l’expérience, les participants étaient invités à répondre individuellement à une série d’histoires problématiques, appelées des situations de dilemme. 
« Chaque problème décrit une décision que doit prendre un personnage fictif et la tâche des participants était de conseiller le protagoniste sur les risques qu’il devrait prendre. ».
Par exemple : « un électricien, marié, un enfant, travaille dans une grande entreprise depuis cinq ans. Il vient un emploi à vie avec un salaire correct mais modeste. Lors d'une convention, on lui propose un poste mieux payé avec une participation au capital dans une jeune entreprise. Si celle-ci résiste aux aléas du marché, il aura un travail plus intéressant et mieux payé. La probabilité raisonnable pour conseiller le choix risqué doit être évaluée entre 1/10 à 9/10. ».
Ensuite, les participants étaient regroupés en petit nombre – souvent par cinq – pour discuter ensemble sur chaque histoire problématique jusqu'à ce qu’ils trouvent un accord.
Les résultats de Stoner (1961) ont été contraires à ce qui avait été connu jusque-là. Les recherches de Stoner ont montré que les groupes sont plus favorables au risque que les individus. Cette constatation a été surnommée le « risky-shift phenomenon, c’est-à-dire le phénomène de prise de risque ». Après cette découverte, une série d’enquêtes a été réalisée pour vérifier les résultats de Stoner.
- La généralisation du phénomène : la polarisation de groupe

Parmi les différentes réplications de cette recherche, Moscovici et Zavalloni (1969) arrivèrent aux mêmes résultats,,,. De plus, ils conclurent que « le phénomène découvert par Stoner n’était pas que limité à la prise de risque, mais correspond à un phénomène plus général » qu’ils appelèrent la polarisation de groupe. 
Lors de la prise de décision en groupe, il n’y a pas qu’une prise de risque de celui-ci, mais il y a une « accentuation de la tendance initialement dominante dans le groupe pouvant advenir quel que soit l’objet de la discussion ».
Cette découverte de la polarisation de groupe a modifié l’idée, des scientifiques et du sens commun, qu'il y avait concernant les groupes. « Pendant longtemps on a cru qu’ils incitaient à la prudence et à la modération. La polarisation montre que ce n’est pas toujours le cas, et que les propos tenus en groupe peuvent être plus risqués, plus affirmés que ceux qui sont tenus individuellement. »

#### Définition de la polarisation
« La polarisation est la tendance des groupes à prendre des décisions qui sont plus extrêmes que les opinions initiales de leurs membres. Elle contredit les hypothèses découlant de la théorie de la conformité (les groupes éviteraient les opinions déviantes) et de la théorie de la normalisation (les groupes moyennent les opinions de leurs membres). »
Quant à Moscovici et Doise (1992), ils définissent la polarisation de groupe comme « l’accentuation constatée à l’issue d’une discussion de groupe, d’une tendance attitudinale préexistante chez les membres ».
Pour mettre en évidence l’effet de polarisation lors d’une expérience, il est demandé à des participants de s’exprimer « sur tel ou tel sujet, d’abord en situation individuelle (préconsensus). Puis ils doivent aboutir après discussion à une réponse groupale (consensus) dont on vérifie l’impact en interrogeant à nouveau les sujets individuellement (post-consensus) »,.
Cette méthode rappelle celle de Stoner, avec cette particularité qu'elle ajoute le post-consensus afin d’évaluer les réponses individuelles après la discussion en groupe. Cela permet de voir si l’individu maintient sa position de départ, c'est-à-dire avant la discussion et le consensus en groupe, ou s'il reste dans la lignée du choix de groupe.
- Les conséquences de la polarisation

Lorsqu'il y a un effet de polarisation du groupe, l’on retrouve à chaque fois plusieurs éléments. Tout d’abord, « les attitudes du groupe sont plus extrêmes que celles des individus qui le composent ». Lorsque l'on compare les réponses aux préconsensus, c’est-à-dire avant le temps de discussion en groupe et ceux du consensus, les réponses du consensus sont plus fortes. De plus, « les individus après une phase de discussion collective restent sur la position commune ». Lorsque l'on compare les réponses aux consensus à ceux du postconsensus, c'est-à-dire après le temps de discussion durant lequel les individus se retrouvent à nouveau seuls, les individus restent sur la décision du groupe.
« Grâce à la mise en évidence de la polarisation de groupe, nous découvrons que la prise de décision en groupe peut procéder de deux phénomènes aux conséquences très différentes : celui de la normalisation qui oriente la décision vers la recherche du plus petit dénominateur commun entre les diverses positions de départ, et celui de la polarisation qui aboutit à des décisions originales par rapport aux points de vue de départ. »
- Les conditions pour une polarisation

« Pour que la polarisation ait lieu, trois conditions semblent nécessaires : que la discussion soit effective et puisse se développer sans entraves, qu’au départ, il y ait une certaine divergence entre les points de vue, et que les participants soient impliqués et s’engagent personnellement dans le débat. »
Augustinova M. et Oberlé D. (2013) rajoutent une dernière condition. « Cependant, pour qu’il y ait polarisation, cette diversité des points de vue doit s’inscrire dans une tendance générale qui préexiste à la discussion. Plusieurs études ont montré qu'au lieu de correspondre à une position majoritaire strictement interne au groupe de discussion, le jugement polarisé s’inscrivait dans l’« esprit du temps » (le Zeitgeist), c'est-à-dire correspondait aux valeurs émergentes qui caractérisent une société à une époque donnée. »

#### Les différentes explications de la polarisation
- Le poids de la comparaison sociale et de la dépendance normative

« D'après Sanders et Baron (1977) et leurs partisans, le renforcement de la préférence individuelle résulte du désir de prendre en compte le point de vue des autres pour être apprécié et admiré. Alors la découverte que les autres partagent l'opinion propre tous à un plus grand degré que celui anticipé, et/ou le désir de se rapprocher des autres tout en s'en distinguant a minima de manière positive, conduit à l'adoption d'une position plus extrême. »
- Le poids des arguments persuasifs et de la dépendance informationnelle

Pour Burnstein et Vinokur (1977), « le renforcement de la tendance initiale résulte du fait que chacun au cours de la discussion à l'occasion de prendre connaissance de nouveaux arguments en faveur de cette tendance ».
- L'approche intégrative

L'approche intégrative postule que les deux types de dépendances vues ci-dessus sont « à l’œuvre, même si ce n'est pas dans les mêmes proportions,, ».
- La contribution d'un facteur intra-individuelle

« Braeur, Judd et Gliner (1998) ont rendu compte de l'impact de la verbalisation répétée. Il s'agit du fait que plus un individu a l'occasion de répéter le contenu d'une attitude (à l'oral, à l'écrit, ou simplement en y pensant), plus cette attitude se renforce. »
- Le rôle de la position prototypique du groupe

« Selon les théories de l'identité sociale et de l'autocatégoriqation sociale,, au cours de la discussion les membres cherchent à se rapprocher de la position prototypique du groupe, position "idéale", grâce à laquelle le groupe trouve son identité par rapport à d'autres groupes et s'en distingue. »

### La pensée de groupe
La pensée de groupe est un autre processus psychologique impliqué dans la prise de décision collective. Celle-ci permet de comprendre pourquoi des individus peuvent prendre de mauvaises décisions lorsqu'ils se retrouvent dans un groupe cohésif.

#### Définition
La pensée de groupe ou groupthink est un terme inventé par Irving Janis en 1972. Le terme décrit le processus selon lequel un groupe peut prendre de mauvaises décisions ou des décisions irrationnelles. Dans une situation de pensée de groupe, chaque membre du groupe essaie de conformer son opinion à ce qu’il croit être le consensus du groupe. C’est un « mode de pensée dans lequel les gens s’engagent quand ils sont profondément impliquées dans un groupe cohésif […] et quand la recherche d’unanimité par les membres du groupe bloque leur motivation à évaluer avec réalisme les alternatives qui se présentent à eux »,.

#### Le modèle de Janis, 1972
« En examinant plusieurs décisions politiques prises par les principaux responsables gouvernementaux, Janis, a fourni un compte rendu logiquement convaincante de la façon dont un consensus prématuré peut menacer la prise de décision. »
Ce type de pensée apparaît, selon Janis, dans les différentes situations organisationnelles où le groupe est responsable d’une décision importante. C'est donc un modèle qui peut être généralisé et qu'il semble nécessaire de prendre en compte lors d'une situation de prise de décision collective.
- Les conditions de la pensée de groupe

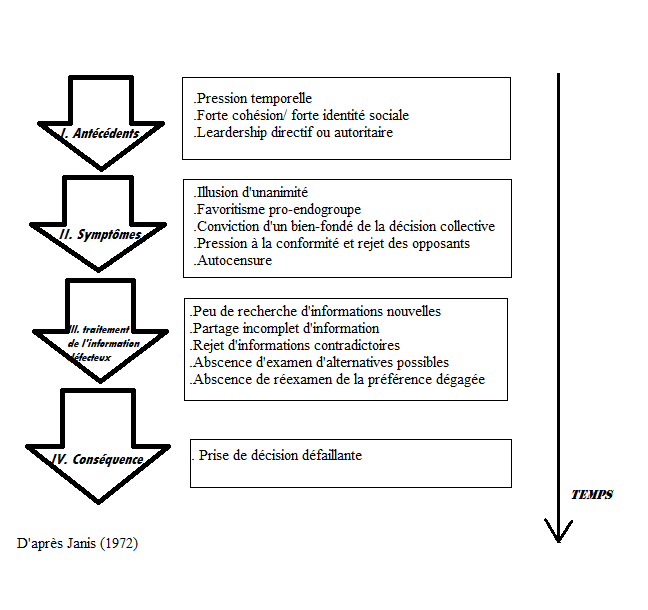
Schéma de la pensée de groupe par Janis, 1972.

Janis émet l'hypothèse que la pensée de groupe tend à se manifester dans les prises de décision collective lorsque plusieurs conditions antécédentes sont présentes.
Voici les 5 conditions décrites par Janis et Mann (1977) : une grande cohésion au sein du groupe, l'isolation du groupe par rapport à des sources externes d'information, l’absence de procédures méthodiques dans la recherche d'information et dans l’évaluation, un leadership directif et une situation de stress élevé avec l'espoir de trouver une meilleure solution que celle préconisée par le leader.
- Les symptômes de la pensée de groupe

Janis décrit les conséquences de la pensée de groupe selon 7 symptômes : une recherche incomplète des objectifs, une absence d'examen des risques du choix favori, une recherche incomplète des alternatives, une pauvre recherche de l'information, une polarisation sélective dans le traitement de l'information disponible, l'échec de la réévaluation des alternatives et l'échec d'élaboration des plans d'urgence.

### The Common Knowledge Effect

#### Le partage d'information
Un autre processus important dans la prise de décision est le partage d’information. C’est une des raisons pour lesquelles le sens commun croit qu’un groupe prendra une meilleure décision qu’un individu seul. Il est facile de s’imaginer que si chaque membre d’un groupe partage les informations qu’il possède, alors le groupe trouvera une solution de meilleure qualité.
Pour étudier les effets de la distribution des informations dans un groupe de décision, Stasser et ses collègues,, ont créé une méthode avec des conditions contrôlées en laboratoire.
La méthode est la suivante : « on confie à des petits groupes des tâches décisionnelles qui ont la forme d’une alternative. Par exemple de choisir le meilleur candidat pour le poste de représentant des étudiants. Pour faire leur choix entre les termes de l’alternative, les participants disposent d’informations qui sont des arguments favorables (pro) à l’une et à l’autre option. ». Lors d'une première phase le participant est seul, il reçoit un certain nombre d’informations et il est invité à réfléchir à la question posé. 
Les expérimentateurs contrôlent les informations données à chacun. Certaines informations dites « uniques » ne sont données qu’à un membre du groupe, d’autres dites « communes », sont données à tous les membres du groupe. Lors d'une deuxième phase les participants sont regroupés pour discuter en groupe et prendre une décision.
« Les études de Stasser ont montré que généralement, les sujets ne mettent pas en commun l'information non partagée. Les groupes sont plus susceptibles de discuter de l'information partagée que de l'information non partagée. Stasser a expliqué les résultats en fonction d'un modèle d'échantillonnage de l'information,. »

#### Définition
La théorie de l’effet du sens commun a été proposée, à la suite des études de Stasser, par Gigone et Hastie (2003) pour « examiner de plus près la relation entre le partage de l'information et l'influence de l'information sur des jugements de groupe ». Ces chercheurs ont voulu tester « l'hypothèse selon laquelle un élément d'information aura plus d'influence sur la décision lorsqu'il est partagé que quand il est ne l'est pas ».
L’effet du sens commun peut donc être défini comme « l'influence d'un élément particulier d'information est directement et positivement liée au nombre des membres du groupe qui ont une connaissance de cet élément avant la discussion de groupe et du jugement ».

#### Les différentes explications théoriques
D’après l'approche de l'avantage probabiliste des informations commune, il suffit qu’une personne dans le groupe évoque une information pour que celle-ci soit discutée avec les autres membres du groupe. « Par conséquent, la probabilité de discuter une information donnée  varie en fonction du nombre des personnes qui la connaissent avant la discussion dans le groupe et la taille de ce dernier.  Plus il y a de membres qui connaissent une information avant la discussion, plus celle-ci a des chances d’être évoquée et discutée. »
Une seconde approche consiste à considérer que les informations communes sont un avantage social. Cette deuxième approche met en avant le côté social dans le partage d’information. « Lorsqu’une information commune est mentionnée par un membres, les autres peuvent attester de sa pertinence et de sa fiabilité puisqu’ils la possèdent également. Cela les rassure et les assure de leur propre compétence.  Sur la base de ces informations communes qui paraissent à tous crédibles, les membres perçoivent le groupe comme partageant une base commune, ce qui accroit la cohésion et amorce une tendance d’évitement du conflit. Une telle conjoncture amène alors, d’une part à hésiter à mentionner des informations nouvelles (les informations uniques pas encore mentionnées) allant à l’encontre du consensus émergent, et d’autre part à accorder moins d’attention à une information nouvelle (unique) mentionnée par un autre membre. »